# نيك فولتمايد
نيك فولتمايد (بالألمانية: Nick Woltemade) (مواليد 14 فبراير 2002) لاعب كرة قدم ألماني يلعب في مركز المهاجم مع نادي شتوتغارت في الدوري الألماني ويلعب أيضاً مع منتخب ألمانيا.

## الإنجازات

### إلفرسبيرغ
- الدوري الألماني الدرجة الثالثة: 2022–23

### شتوتغارت
- كأس ألمانيا: 2024–25

### الفردية
- أفضل لاعب في الدوري الألماني الدرجة الثالثة: 2022–23
- هداف كأس ألمانيا: 2024–25

## الوصلات الخارجية
- نيك فولتمايد على موقع الاتحاد الأوربي (الإنجليزية)
- نيك فولتمايد على موقع قاعدة بيانات كرة القدم.إي يو (الإنجليزية)
- نيك فولتمايد على موقع ليكيب (الفرنسية)
- نيك فولتمايد على موقع ناشيونال فوتبول تيمز (الإنجليزية)
- نيك فولتمايد على موقع Soccerbase.com (لاعب) (الإنجليزية)
- نيك فولتمايد على موقع Soccerway.com (الإنجليزية)
- نيك فولتمايد على موقع عالم كرة القدم.نت (الإنجليزية)